# بیت بوس
حی بیت بوس (صنعاء) (به عربی: حی بیت بوس) یک منطقهٔ مسکونی در یمن است که در استان صنعا واقع شده‌است.